# Унілатералізм
Унілатералізм — це будь-яка доктрина чи програма, яка підтримує односторонні дії. Така дія може бути зневагою до інших сторін або як вираження зобов’язання щодо напрямку, який іншим сторонам може здатися неприємним. Як слово, односторонність засвідчується з 1926 року, зокрема стосовно одностороннього роззброєння. Нинішнє, більш широке значення з’являється в 1964 році. Він контрастує з багатосторонніми відносинами, прагненням до зовнішньополітичних цілей разом із союзниками.
Односторонність і багатосторонність представляють різні політичні підходи до міжнародних проблем. Коли згода кількох сторін абсолютно необхідна, наприклад, у контексті політики міжнародної торгівлі, прихильники односторонніх угод зазвичай віддають перевагу двостороннім угодам (за участю двох учасників одночасно).
Односторонність може бути перевагою в тих випадках, коли вона вважається найбільш ефективною, тобто в питаннях, які можна вирішити без співпраці. Однак уряд також може віддавати перевагу одностороннім або багатостороннім принципам і, наприклад, прагнути уникати політики, яка не може бути реалізована в односторонньому порядку, або альтернативно відстоювати багатосторонні рішення проблем, які цілком можна було вирішити в односторонньому порядку.
Як правило, уряди можуть стверджувати, що їхні кінцеві або середньострокові цілі забезпечуються зміцненням багатосторонніх схем та інституцій, як це було багато разів у період європейської Віденської системи міжнародних відносин.

## Подальше читання
- Волтер А. Макдугалл, Земля обітована, Держава хрестоносців (1997)
- Джон Льюїс Геддіс, Сюрприз, безпека та американський досвід (2004)
- Бредлі Ф. Подліска, Діючи сам (2010)